# BY Bootis
BY Bootis (BY Boo / HD 123657 / HR 5299) es una estrella variable en la constelación de Bootes, situada casi en el límite con la vecina Canes Venatici.
De magnitud aparente media +5,22, se encuentra a 474 años luz de distancia del sistema solar.
BY Bootis es una gigante roja de tipo espectral M4.5III con una temperatura efectiva de 3235 ± 8 K.
Su luminosidad bolométrica —energía radiada en todas las longitudes de onda— es 1350 veces superior a la del Sol y su masa puede ser aproximadamente el doble de la masa solar.
Tiene una metalicidad —abundancia relativa de elementos más pesados que el helio— equivalente a 2/3 partes de la encontrada en el Sol ([Fe/H] = -0,20).
Por su parte, muestra cierto enriquecimiento en neodimio y zirconio respecto a los valores solares.
La medida de su diámetro angular en banda V, teniendo en cuenta el oscurecimiento de limbo, es de 7,44 ± 0,11 milisegundos de arco; en banda K, dicha medida da una valor inferior de 7,00 milisegundos de arco.
Relacionando la primera de las medidas con la distancia a la que se encuentra, se puede conocer su diámetro real, siendo éste unas 115 veces más grande que el diámetro solar.
BY Bootis una variable irregular de tipo LB; éstas son variables lentas de tipo espectral tardío, entre las que cabe destacar a Tejat Posterior (μ Cephei) y ψ Virginis.
El brillo de BY Bootis varía entre magnitud +4,98 y +5,33, sin que se haya podido reconocer período alguno.